# Пустынцев, Николай Петрович
Николай Петрович Пустынцев (1 декабря 1911, Покровка, Приморская область — 15 июня 1990, Москва) — советский военнослужащий, гвардии старший лейтенант. Участник Великой Отечественной войны. Герой Советского Союза (1943).
В Рабоче-крестьянской Красной Армии и Советской Армии служил в 1932—1934 и 1941—1947 годах. В боях с немецко-фашистскими захватчиками с января 1942 года. Особо отличился в битве за Днепр.
Разведчик 47-й отдельной гвардейской разведывательной роты 48-й гвардейской стрелковой дивизии 57-й армии Степного фронта гвардии старший сержант Пустынцев 17 октября 1943 года проник в тыл противника в районе села Домоткань Верхнеднепровского района Днепропетровской области и, обнаружив хорошо замаскированные артиллерийские позиции немцев, по рации передал точные координаты целей и корректировал огонь своей артиллерии. В результате неприятелю был нанесён большой урон.
Указом Президиума Верховного Совета СССР от 20 декабря 1943 года гвардии старшему сержанту Н. П. Пустынцеву было присвоено звание Героя Советского Союза с вручением ордена Ленина и медали «Золотая Звезда» (№ 2737).
В 1947 году гвардии старший лейтенант Пустынцев уволился в запас. Жил и работал в Мурманске, затем — в Москве. Является автором мемуаров о Великой Отечественной войне.

## Биография
Родился в 1911 году в селе Покровское (ныне Бикинский район Хабаровского края). В юношестве пел в церковном хоре. Учился в техникуме и педагогическом институте в Воронеже. С 1936 по 1941 год работал учителем.
В 1941 году призван в ряды Красной Армии. Во время Великой Отечественной войны был разведчиком, командиром разведотделения, участвовал в боях с немецко-фашистскими захватчиками на различных фронтах — под Мценском, Воронежем, на Украине, в Белоруссии, Польше и Германии.
13 раз пробирался в тыл врага и доставлял командованию ценные сведения о противнике. Только за период летних наступательных боёв 1943 года он доставил в штаб 48-й гвардейской стрелковой дивизии четырёх «языков».
Осенью 1943 года на днепропетровском правобережье благодаря действиям разведгруппы, которую он возглавлял, за короткое время было уничтожено 12 вражеских орудий и 7 миномётов с расчётами, подбито 2 немецких танка и истреблено несколько десятков солдат и офицеров противника.
Звание Героя Советского Союза присвоено 20 декабря 1943 года за успешное форсирование Днепра и прочное закрепление плацдарма на западном берегу.
Награждён орденами Ленина, Отечественной войны I и II степени, орденом Красной Звезды.
После войны Н. П. Пустынцев работал преподавателем в Воскресенской средней школе. В 1955 году переехал в Мурманск. После переезда с семьёй в Москву занимался литературной и общественной деятельностью. Много публиковался в военной периодической печати.
15 июня 1990 года после продолжительной и тяжелой болезни скончался. Похоронен на Хованском кладбище.

## Публикации
Самый известный его литературный труд — книга воспоминаний о войне: Пустынцев Н. П. Сквозь свинцовую вьюгу. — М.: Воениздат, 1966.

## Прочие факты
На фронтах Великой Отечественной войны сражались 1746 приморских учителей и тысячи учеников. Четыре учителя — А. П. Мин, Н. П. Пустынцев, Б. С. Сидоренко, Н. К. Якимович и 44 бывших учащихся довоенных и военных лет из городов и сёл края удостоены звания Героя Советского Союза. Половина из них награждены посмертно.